# Dann Bilardello
Dann James Bilardello (né le 26 mai 1959 à Santa Cruz, Californie, États-Unis) est un receveur qui joue dans les Ligues majeures de baseball de 1983 à 1992.

## Carrière
D'abord drafté en janvier 1978 par les Mariners de Seattle sans signer de contrat avec la franchise, Dann Bilardello est drafté par les Dodgers de Los Angeles en juin de la même année. Alors joueur dans les ligues mineures, il est obtenu par les Reds de Cincinnati via le repêchage de règle 5 en décembre 1982. Bilardello joue sa saison recrue avec les Reds en 1983, jouant son premier match dans les majeures le 11 avril. Il dispute 109 parties, son plus haut total en une saison dans sa carrière à ce niveau, et frappe pour ,238 de moyenne au bâton avec neuf circuits et 38 points produits. Il frappe son premier circuit en carrière contre l'as lanceur des Mets de New York Tom Seaver le 26 avril 1983. Il est receveur réserviste des Reds au cours des deux saisons suivantes.
Le 19 décembre 1985, les Reds de Cincinnati échangent Bilardello et les lanceurs Andy McGaffigan, Jay Tibbs et John Stuper aux Expos de Montréal en retour du lanceur partant Bill Gullickson et du receveur Sal Butera. Bilardello dispute 79 parties avec les Expos en 1986, dont 77 au poste de receveur, partageant le travail derrière le marbre avec Mike Fitzgerald. Il ne frappe que pour ,194 avec quatre circuits et 17 points produits. Son contrat est racheté en mars 1987 par les Pirates de Pittsburgh, qui l'assignent aux ligues mineures. Durant l'année, les Royals de Kansas City rachètent aussi son contrat mais, tout comme les Pirates, le font jouer dans les mineures. Obtenu via le marché des joueurs autonomes par Pittsburgh en janvier 1989, il joue quelques parties pour les Pirates cette saison-là ainsi qu'en 1990. En 1991 et 1992, il fait l'aller-retour entre les mineures et les majeures, cette fois chez les Padres de San Diego.
Il se retire du baseball après avoir joué en ligues mineures dans l'organisation des Mets de New York en 1993 puis pour les Goldeyes de Winnipeg, un club de baseball indépendant de la Ligue Northern en 1994.
Dan Bilardello joue 382 matchs dans les Ligues majeures de 1983 à 1992. Sa moyenne au bâton en carrière est de ,204 avec 194 coups sûrs dont 18 circuits, 91 points produits et 79 points marqués.
En 2002, il devient manager des Dodgers de Great Falls, à l'époque club-école des Dodgers de Los Angeles dans la Pioneer Baseball League, et les mène au championnat de la ligue. En 2003 et 2004, il dirige le Columbus Catfish de la South Atlantic League, une équipe des ligues mineures de niveau A qui est à ce moment un autre club-école des Dodgers. En 2005, il dirige les Blue Rocks de Wilmington, club-école des Red Sox de Boston dans la Ligue de Caroline. En 2010, il est nommé gérant des Muckdogs de Bavaria, un club-école de niveau A des Cardinals de Saint-Louis et est renconfirmé dans ses fonctions pour la saison 2011.